# Liste des maires d'Orléans
 (mai 2012).

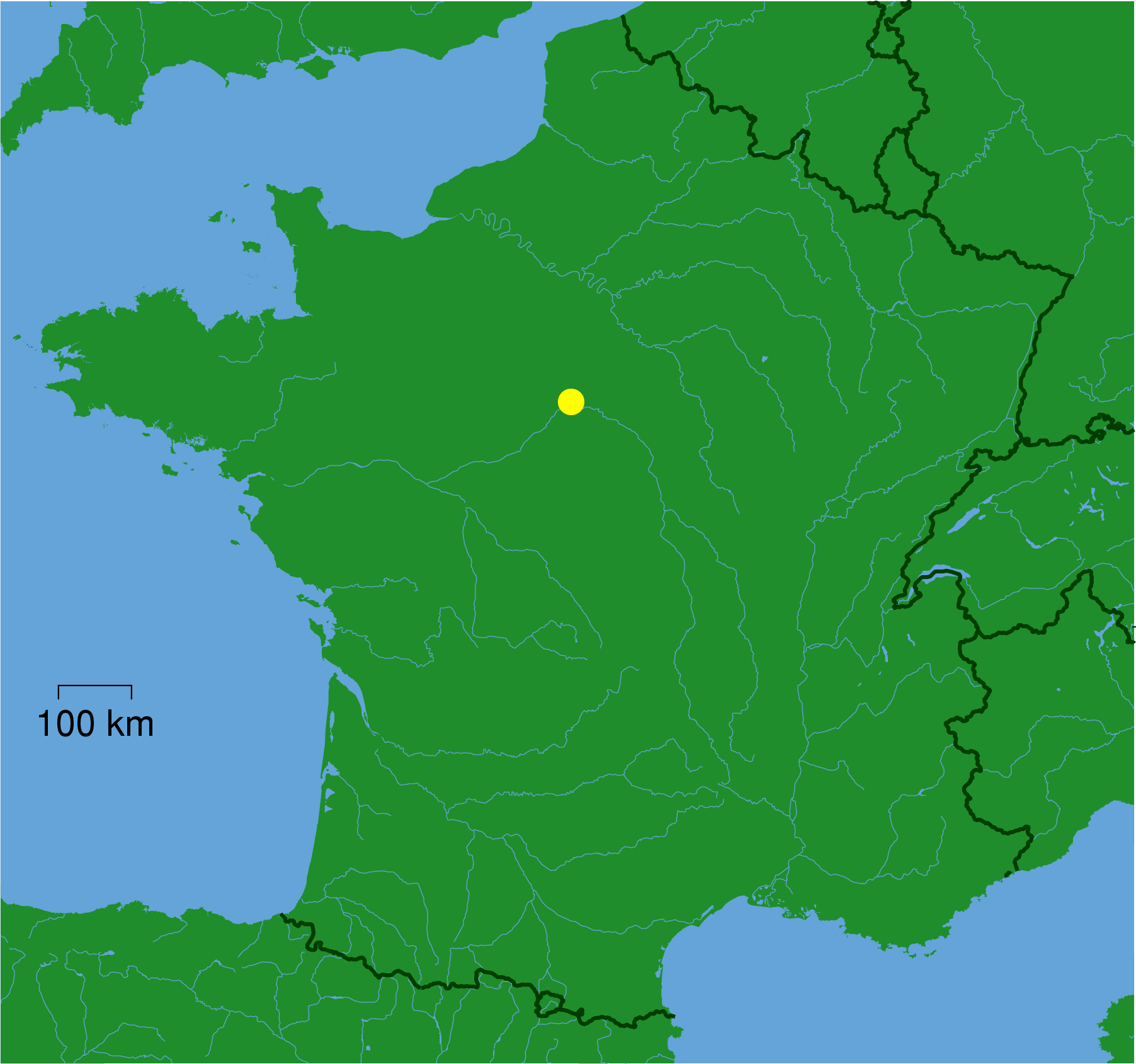
Situation d'Orléans sur une carte de France

La liste des maires d'Orléans présente les maires successifs de la ville française d'Orléans située dans le département du Loiret, la région Centre-Val de Loire et la région naturelle du Val de Loire.

## Présentation

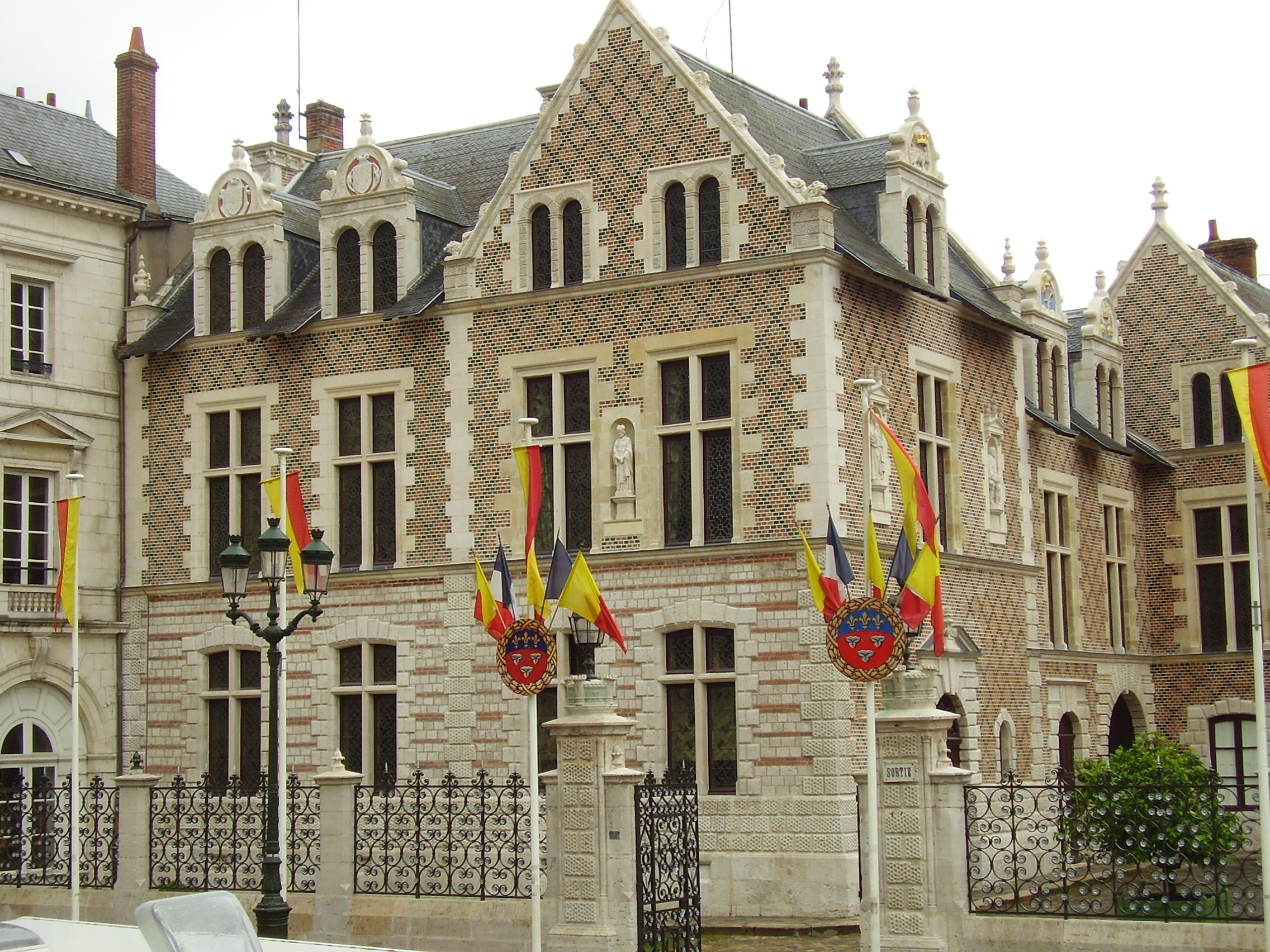
L'hôtel Groslot, ancien hôtel de ville d'Orléans

Les institutions municipales de la ville d'Orléans ont été mises en place dès le Moyen Âge mais il faut attendre 1569 pour voir la création de la charge de maire à la suite de l'ordonnance de Moulins en février 1566. Le roi Charles IX fixe la constitution du corps d'échevinage et de son mode d'élection. 
Le premier maire de la ville est Jean Brachet de Pormorand, descendant du marchand et grand argentier de France Jacques Cœur. 
Le mode d'élection varie peu sous l'Ancien Régime : le choix du maire est décidé  par un acte signé par le duc d'Orléans , au vu d'une liste présentée . L'entrée en fonction est fixée au 23 ou 25 mars après prestation de serment. De 1569 à 1741, le maire reste deux années en charge. Ensuite, cette durée passe à trois ans. Un règlement datant de 1648 institue l'alternance entre un maire-marchand et un maire-officier. 
Depuis la Révolution, le maire est élu par le conseil municipal, après les élections municipales.

## Liste des maires

### Histoire
Plusieurs auteurs ont établi des listes au cours des XVIIe, XVIIIe et XIXe siècles. Celle proposée les reprend après avoir été vérifiée avec les documents existants. Les précédentes ont pu être complétées ou modifiées. Orléans a connu 92 maires sous l'Ancien Régime mais plusieurs ont pu exercer deux ou trois fois la charge.
Trois personnages n'ont pas été retenus alors que certaines listes les donnent comme ayant été maires d'Orléans. Ils ne concernent que l'année 1789. Crignon de Bonvalet aurait dû quitter sa charge au mois de mars 1789. Une élection eut bien lieu et c'est Jérôme de Saint-Mesmin qui avait été retenu mais malgré l'insistance du duc d'Orléans, Saint-Mesmin refuse la charge. C'est un militaire âgé qui ne veut pas s'engager dans une ville qui a connu des émeutes. Malgré une sentence contre lui, les évènements de mi-juillet 1789 conduisent à la création d'un Comité de sûreté et de subsistances qui se substitue au corps municipal. Officiellement, Crignon de Bonvalet — qu'on retrouve bientôt faisant partie de ce comité — reste maire jusqu'au 18 avril. On cite aussi Louis de Loynes d'Autroche de Moret. Celui-ci avait été élu échevin en 1787 et également en 1789. Mais si on le voit présider l'assemblée municipale du 22 avril 1789, c'est comme premier échevin et non comme maire. De Loynes réapparaît dans cette même fonction entre fin 1789 et début 1790. Quant à Charles-François Charonnier de Petit-Bois qui est cité seulement par Denis Lotin (et ceux qui l'ont recopié), les sources archivistiques restent totalement muettes sur ce prétendu maire car c'est toujours de Loynes qui préside les séances de décembre 1789 à mi-janvier 1790. 
Un décret du 3 décembre 1789 maintient en place les officiers municipaux jusqu' au prochain décret de l'Assemblée nationale qui prévoit les municipalités et le mode d'élection.

### Listes des maires depuis1569
| Date d'élection  | Identité                                       | Détails | Parti politique     |
| ---------------- | ---------------------------------------------- | --- | ------------------- |
| 1569             | Jean Brachet de Pormorand                      | |                     |
| 1571             | Claude Sain                                    | redésigné en 1576 |                     |
| 1573             | Louis Lemasne                                  | redésigné en 1578 |                     |
| 1575             | François Colas des Francs                      | redésigné en 1580 |                     |
| 1576             | Claude Sain                                    | |                     |
| 1578             | Louis Lemasne                                  | |                     |
| 1580             | François Colas des Francs                      | |                     |
| 1584             | Pierre Desfriches                              | redésigné en 1596 |                     |
| 1588             | Jean Longuet de la Giraudière                  | |                     |
| 1590             | Jacques Hanapier                               | |                     |
| 1592             | Jacques Chauvreux                              | |                     |
| 1596             | Pierre Desfriches                              | |                     |
| 1597             | Gentien de Loynes de la Royauté                | |                     |
| 1597             | Étienne Charron                                | |                     |
| 1600             | Guy Hurault                                    | |                     |
| 1603             | Florent Pothier                                | |                     |
| 1605             | Jean Salomon                                   | |                     |
| 1607             | Guillaume Rousselet                            | |                     |
| 1609             | Antoine Lebreton                               | |                     |
| 1611             | Eusèbe Foucault                                | |                     |
| 1613             | Pierre Fougeu d'Escures                        | |                     |
| 1617             | Charles de Brulaire dit Fontaine               | |                     |
| 1619             | Antoine Lebreton                               | |                     |
| 1622             | Jacques Colas de Jouy                          | |                     |
| 1624             | Jacques Alleaume                               | redésigné en 1667 |                     |
| 1625             | Pierre Salomon                                 | |                     |
| 1627             | Jérôme Danès                                   | |                     |
| 1630             | Claude Cardinet de Poinville                   | |                     |
| 1633             | Pierre Leberche                                | |                     |
| 1637             | Jacques Boyetet                                | |                     |
| 1639             | Toussaint Rousseau                             | |                     |
| 1641             | Pasquier Thoreau                               | |                     |
| 1643             | Louis Foucault                                 | |                     |
| 1645             | Jacques Boyetet                                | |                     |
| 1648             | Florent Mesmin                                 | |                     |
| 1651             | Robert de Boislève                             | |                     |
| 1653             | Barthélémy Bailly                              | |                     |
| 1655             | Robert de Boislève                             | |                     |
| 1657             | Claude Paris, seigneur de Belébat              | |                     |
| 1659             | Michel Rousseau                                | |                     |
| 1661             | Claude Brachet ec. sr de la Royauté            | |                     |
| 1663             | Pierre Jogues                                  | |                     |
| 1665             | Jean Luc Caillard de Beaupré                   | |                     |
| 1667             | Jacques Alleaume                               | |                     |
| 1669             | Lambert de Cottainville                        | |                     |
| 1671             | César Le Berche                                | |                     |
| 1673             | Denis de la Baraudière                         | |                     |
| 1675             | César Le Berche                                | |                     |
| 1677             | Cahouet de Beauvais                            | |                     |
| 1679             | Jacques Boutheroüe (srg de Verelle)            | Échevin d'Orléans en 1666, fils de François Boutheroüe (seigneur des Marais), propriétaire actionnaire du canal de Briare. |                     |
| 1681             | De Thorigny                                    | |                     |
| 1683             | Nicolas de Loynes                              | |                     |
| 1685             | De Montagu                                     | |                     |
| 1689             | Marin Baguenault                               | |                     |
| 1691             | Jacques de la Lande                            | |                     |
| 1693             | Robert Mariette                                | |                     |
| 1695             | Jacques Colas des Francs                       | |                     |
| 1697             | Guillaume Ducoing                              | |                     |
| 1699             | François Regnard de Semonville                 | |                     |
| 1701             | Duval                                          | |                     |
| 1703             | Laurent Disme                                  | |                     |
| 1705             | Fr. Bizotton                                   | |                     |
| 1707             | Paris de Mondonville                           | |                     |
| 1709             | Fontaine                                       | |                     |
| 1711             | Jacques Gorrant                                | |                     |
| 1713             | Menault                                        | |                     |
| 1715             | Sarrebourse de Mondonville                     | |                     |
| 1717             | Joseph Le Normant                              | |                     |
| 1725             | Nicolas Rousselet                              | |                     |
| 1727             | Paris de Senneville                            | |                     |
| 1729             | Boislève-Noyau                                 | |                     |
| 1731             | J. Tourtier de Lesseville                      | |                     |
| 1733             | Bart. Germon de la Rousselière                 | |                     |
| 1735             | Perdoux                                        | |                     |
| 1737             | Cl. Noyau-Boislève                             | |                     |
| 1739             | Ch. Colas d'Anjouan                            | |                     |
| 1742             | Pierre Étienne Hudault                         | |                     |
| 1745             | Colas de Mondru                                | |                     |
| 1748             | Gabriel Baguenault de Puchesse                 | |                     |
| 1751             | Berthereau de la Giraudière                    | |                     |
| 1754             | Charles Tassin-Jousse                          | |                     |
| 1757             | Lamirault de Chaussy                           | |                     |
| 1760             | Charles Colas des Francs                       | |                     |
| 1763             | Pierre Lejuge de Bazoches                      | |                     |
| 1768             | Raymond Massuau                                | |                     |
| 1771             | Jacques du Coudray                             | |                     |
| 1774             | Pierre Aignan Hudault                          | |                     |
| 1777             | Jacques du Coudray († 1777)                    | remplacé par Lamirault de Cottainville |                     |
| 1780             | Joseph Seurrat de Guilleville                  | |                     |
| 1783             | Augustin Clément Massuau de Laborde            | |                     |
| 1786             | François-Anselme Crignon de Bonvalet           | Écuyer |                     |
| 1789             | Charpentier du Petit-Bois                      | |                     |
| 1790             | Nicolas, marquis de Tristan                    | Colonel d'infanterie du régiment du Boulonnais, gouverneur de Bonifacio et seigneur de Montpoupon. |                     |
| 1791             | Salomon de la Saugerie                         | |                     |
| 1792             | Pierre Lombard-Lachaux                         | |                     |
| 1792             | Armand de Sailly                               | |                     |
| 1793             | Elie Vinson-Lucet                              | |                     |
| 1795             | Benoist Hanapier                               | |                     |
| 1797             | Jacob                                          | |                     |
| 1798             | Benoît Lebrun                                  | Architecte du duc d'Orléans puis architecte municipal à partir de 1790, avocat, homme d'affaires, bâtisseur et propriétaire du théâtre d'Orléans, député pendant les Cent-Jours (1815). Après la Révolution de 1789-1790, il a acheté et revendu au détail plusieurs biens nationaux confisqués. |                     |
| 1800             | Antoine Crignon des Ormeaux                    | |                     |
| 1815             | Balthazar Grandjean                            | Militaire |                     |
| 1815             | Crignon des Ormeaux                            | |                     |
| 1816             | Florizel Louis de Drouin, comte de Rocheplatte | Militaire, député du Loiret sous la Restauration (1820-1823, 1824-1827) |                     |
| 1830             | Jean Baptiste Michel Hême-Lemoine              | Conseiller général du Canton d'Orléans-Carmes de 1833 à 1842, négociant en épicerie-droguerie |                     |
| 1838             | Jean-François Besnard                          | Conseiller général du canton d'Orléans-Nord-Est |                     |
| 1838             | Aimé Sévin-Mareau                              | Négociant, député du Loiret (1830-1831, 1834-1842), président du conseil général du Loiret (1839-1841, 1844-?), conseiller général du canton de Patay |                     |
| 1842             | S. Rousseau                                    | |                     |
| 1843             | Louis Henri Hippolyte Lacave                   | Ingénieur, député du Loiret (1849-1857) |                     |
| 1848             | Louis Alexandre Martin                         | Négociant, député du Loiret (1848-1851) |                     |
| 1848             | Louis Henri Hippolyte Lacave                   | Ingénieur, député du Loiret (1849-1857) |                     |
| 1854             | Maximilien Simon Genteur                       | Avocat et conseiller général du canton d'Orléans-Est (1852-1857) | Bonapartiste        |
| 1856             | Eugène Vignat                                  | Propriétaire, député du Loiret (1869-1870) et conseiller général du canton d'Orléans-Ouest (1856-1870) | Bonapartiste        |
| 1869             | Charles Louis Constant de Nazon                | Lieutenant-colonel de cavalerie |                     |
| 1870             | Pierre Noël Adolphe Crespin                    | Député du Loiret et conseiller général du canton d'Orléans-Ouest (1871-1875) | Gauche républicaine |
| 1871             | Léopold Fresnais de Levin                      | |                     |
| 1875             | Alexis Germon                                  | Président de la chambre de commerce d'Orléans |                     |
| 1878             | Charles Sanglier († 1887)                      | réélu en 1881, remplacé en intérim par Fernand Rabier le 22 avril 1887 |                     |
| 1887             | E. Robineau                                    | |                     |
| 1888             | Gaston des Francs († 1890)                     | |                     |
| 1890             | Émile Rabourdin-Grivot                         | réélu en 1892 |                     |
| 1896             | Paul Transon                                   | |                     |
| 1899             | Baron Harold Portalis                          | réélu en 1904 |                     |
| 1905             | Léonce Courtin-Rossignol († 1910)              | réélu en 1908 |                     |
| 1910             | Paul Gitton                                    | |                     |
| 1912             | Fernand Rabier                                 | Député du Loiret, sénateur du Loiret, conseiller général du canton d'Orléans-Nord-Ouest | RAD                 |
| 1919             | Albert Laville                                 | |                     |
| 1925             | Théophile Chollet († 1929)                     | Député du Loiret (1924-1928), conseiller général du canton d'Orléans-Ouest (1924-1929) | RAD                 |
| 1929             | Eugène Turbat                                  | Sénateur du Loiret (1933-1941), conseiller général du canton d'Orléans-Sud (1931-1940) | RAD                 |
| 1935             | Claude Lewy                                    | | SFIO                |
| 16 août 1940     | Louis Simonin                                  | | SFIO                |
| 1944             | Pierre Chevallier († 1951)                     | Secrétaire d’État (1951), député du Loiret (1945-1951) | UDSR                |
| 1951             | René Dhiver                                    | remplacement en cours de mandat du maire élu en 1947 | UDSR puis DVG       |
| 1954             | Pierre Ségelle                                 | Ministre de la Santé (1946-1947), ministre du Travail (1949-1950), député du Loiret (1945-1958) | SFIO                |
| 1959             | Roger Secrétain                                | Député du Loiret (1951-1955) | MRP, CD puis CDP    |
| 29 mars 1971     | René Thinat († 1978)                           | | PRV                 |
| 21 avril 1978    | Gaston Galloux († 1980)                        | remplacement en cours de mandat du maire élu en 1977 | RPR                 |
| 6 octobre 1980   | Jacques Douffiagues                            | Haut-fonctionnaire, remplacement en cours de mandat du maire élu en 1978, démission en 1988, ministre des transports (1986-1988), député du Loiret (1978-1981/1986), conseiller général du canton d'Orléans-Bourgogne (1979-1992)                                                                | UDF-PR              |
| 1er octobre 1988 | Jean-Louis Bernard                             | Chirurgien, remplacement en cours de mandat du maire élu en 1980, député du Loiret (1993-2012), conseiller général du canton d'Orléans-Bourgogne (1992-2011), conseiller régional du Centre (1986-1992)                                                                                          | UDF-RAD             |
| 24 mars 1989     | Jean-Pierre Sueur                              | Secrétaire d’État aux collectivités territoriales (1991-1993), sénateur du Loiret (depuis 2001), député du Loiret (1981-1991), conseiller régional du Centre (1981-1986) | PS                  |
| 25 mars 2001     | Serge Grouard                                  | Député du Loiret (depuis 2002), démission en 2015 | RPR, UMP puis LR    |
| 28 juin 2015     | Olivier Carré                                  | Chef d'entreprise, remplacement en cours de mandat du maire élu en 2014, député du Loiret (2007-2017) | LR (jusqu'en 2017)  |
| 4 juillet 2020   | Serge Grouard                                  | Député du Loiret (2002-2017), maire démissionnaire en 2015 | LR puis DVD         |